# Victor Allis
Louis Victor Allis (* 19. Mai 1965 in Gemert) ist ein niederländischer Informatiker, der im Bereich künstliche Intelligenz (KI) tätig ist. Er veröffentlichte unter anderem Lösungsverfahren für die Strategiespiele Vier gewinnt, Qubic und Fünf in eine Reihe. Im Zuge der Lösung von Vier gewinnt und Qubic entwickelte er den Suchalgorithmus Proof-Number-Suche.

## Leben
Victor Allis nahm bereits als High-School-Schüler aus Freude an mathematischen Rätseln an internationalen Mathematikwettbewerben teil. Von 1983 bis 1988 studierte Allis Informatik an der Vrije Universiteit Amsterdam. In dieser Zeit programmierte er automatische Spielroutinen und fand für das Spiel Vier gewinnt eine Strategie für eine hundertprozentige Gewinnquote.
Nach dem Abschluss des Studiums verbrachte er ein Jahr in Neuseeland, wo er in einer Softwarefirma arbeitete. Von 1990 bis 1993 absolvierte er ein Promotionsstudium an der Universität Maastricht zum Thema künstliche Intelligenz. Anschließend war er als Postdoktorand und Assistenzprofessor bis 1995 wiederum an der Vrije Universiteit Amsterdam beschäftigt. Ab 1995 war er beim IT-Unternehmen Bolesian in Utrecht für die industriebezogene Geschäftsentwicklung verantwortlich.
Im Jahr 1997 gehörte er zu den Gründern des Unternehmens Quintiq, das nach wenigen Jahren zu den führenden Anbietern von Software für die Planung und Optimierung von Lieferketten gehörte. Allis war von der Firmengründung bis zur Übernahme des Unternehmens durch Dassault Systèmes im Jahr 2014 dessen CEO. Anschließend war er für Dassault tätig. Seit 2017 arbeitet er für verschiedene Private-Equity- und Software-Firmen.
Im Jahr 2008 wurde Victor Allis in den Niederlanden als Unternehmer des Jahres ausgezeichnet.